# Luis Carlos Velásquez
Luis Carlos Velásquez Cardona (Manizales, 22 de septiembre de 1985) es un arquitecto y político colombiano, se desempeñó como gobernador del departamento de Caldas del 1 de enero de 2020 al 31 de diciembre de 2023.

## Reseña biográfica
Nació en Manizales, capital del departamento de Caldas, el 22 de septiembre de 1985, hijo de Julialba Cardona Ospina y de Carlos Arturo Velásquez Jaramillo. Estudió arquitectura y urbanismo en la Universidad Nacional de Colombia, sede Manizales, así como obtuvo una maestría en Administración de Empresas de la Universidad Autónoma de Manizales. También estudió Desarrollo Directivo en el Colegio de Estudios Superiores de Administración.
En el sector público se desempeñó como Secretario de Deportes de Manizales en 2011, durante la organización y celebración de la Copa Mundial de Fútbol Sub-20 de 2011, celebrada en Colombia, y en una segunda ocasión entre 2015 y 2018. También fue asesor de los ministros del gobierno de Juan Manuel Santos Gabriel Vallejo y Luis Gilberto Murillo, de la cartera de Ambiente y Desarrollo Sostenible, entre 2015 y 2017.
En el sector privado fue gerente de responsabilidad social y asuntos públicos para la región sur-centro América y el Caribe de Cemex Colombia S.A. entre 2017 y 2019, director ejecutivo de la fundación nutrir y gestor de Teletón Manizales. También trabajó para el equipo deportivo Once Caldas.
En las elecciones regionales de Colombia de 2019 se lanzó como candidato a la Gobernación de Caldas con el apoyo del movimiento de firmas "Unidos por Caldas", así como obtuvo el apoyo del Partido Social de Unidad Nacional, el Partido Cambio Radical, el partido Alianza Verde, el Movimiento Alternativo Indígena y Social (MAIS) y Colombia Renaciente. El 27 de octubre de 2019 resultó elegido con 208 757 votos, equivalentes al 49,84 % del total. Su votación resultó la más alta históricamente en los comicios para elegir a gobernador en Caldas, dejando atrás a los candidatos Camilo Gaviria (Partido Liberal / Partido Centro Democrático) con 136 761 votos y a Ángelo Quintero (Partido Conservador) con 25 134 votos. Obtuvo el apoyo del saliente gobernador Guido Echeverri, y prometió continuar con el plan vial de sus predecesores, además de prometer "apoyo a la construcción de vivienda de interés social, dotar de internet a las instituciones educativas del departamento y protección a los líderes sociales y defensores de los derechos humanos". Aparte del apoyo del saliente gobernador, obtuvo el del senador Mauricio Lizcano; los Representantes a la Cámara Juana Carolina Londoño y Óscar Tulio Lizcano y de los candidatos retirados Luis Guillermo Giraldo (Colombia Renaciente) y Fabio Hernando Arias (Independiente).
En junio de 2020 su elección fue demandada ya que se le acusó de doble militancia al haber apoyado a candidatos a alcaldías que no pertenecían a ninguno de los partidos de su coalición y por haber ganado las elecciones con el apoyo de una coalición cuando en un principio de había lanzado por firmas.En julio de 2021 el Consejo de Estado descartó la demanda.